# Leonor Fini

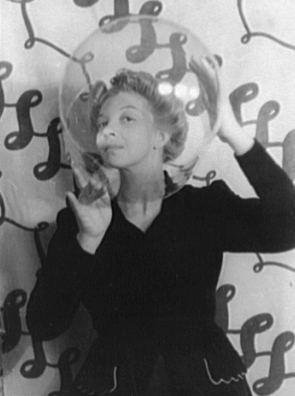
Leonor Fini, 1936 porträtiert von Carl Van Vechten

Leonor Fini (* 30. August 1907 in Buenos Aires; † 18. Januar 1996 in Paris) war eine italienische surrealistische Malerin.

## Leben und Werk
Leonor Fini war die Tochter der aus Triest stammenden Malvina Braun Dubich, deren Mutter südslawische, deutsche und venezianische Vorfahren hatte und deren Vater aus Sarajewo stammte. Die Familie von Finis Vater stammte aus Benevento. 1909 verließ ihre Mutter heimlich ihren Mann in Argentinien und kehrte nach Triest zurück, wo Leonor Fini aufwuchs. 1923 erhielt sie einen Schulverweis wegen Aufsässigkeit und bildete sich fortan autodidaktisch in der Familienbibliothek weiter.
1925 zog Fini nach Mailand, wo sie bis 1937 lebte und bereits erste Porträts als Auftragsarbeiten anfertigte. Hier fand 1929 die erste Ausstellung ihrer Bilder statt – zusammen mit Werken von Arturo Nathan und Carlo Sbisà. Dort machte sie auch die Bekanntschaft von Giorgio de Chirico. 1936 malte sie ein Porträt von Gogo Schiaparelli, der Tochter der Modeschöpferin Elsa Schiaparelli.
1937 hielt sich Leonor Fini zum ersten Mal in Paris auf, wo sie mit den surrealistischen Malern, darunter Künstlern wie Salvador Dalí, Max Ernst, Man Ray, André Pieyre de Mandiargues oder Georges Bataille, Freundschaft schloss. Allerdings stand sie den Manifesten und den von ihr als dogmatisch empfundenen Vorstellungen ablehnend gegenüber.
In den 1940er Jahren lebte sie vorwiegend in Monte Carlo, wo eine Reihe von Porträts bekannter Persönlichkeiten, zum Beispiel von Jean Genet, Anna Magnani, Jacques Audiberti, Alida Valli und Suzanne Flon, entstand. 1942 lernte sie in Monte Carlo den italienischen Konsul Stanislao Lepri kennen, der zur Malerei wechselte und bis zu seinem Tode 1980 ihr Lebensgefährte war. Ab 1943 setzte mit der Arbeit zu Mandiargues Buch Dans les Années sordides ihr Werk als Illustratorin ein, in dem sie eine Vielzahl von Buchillustrationen beispielsweise zu Werken von Oskar Panizza, de Sade, Charles Baudelaire oder William Shakespeare schuf.
Mit der Arbeit an Bühnenbildern und Kostümen für das Ballett Le Palais de Cristal von George Balanchine für die Pariser Oper begann Leonor Finis Arbeit für Theater, Ballett und Oper, die sie für den Rest ihres Lebens begleitete. Unter den Stücken, die sie künstlerisch umsetzte, waren unter anderem Wagners Tannhäuser (1963), Lucrecia Borgia von Victor Hugo (1964) oder Le balcon von Jean Genet (1969).
Nach 1945 erregte der junge Ernst Fuchs, der zeitweise in Paris lebte, ihre Aufmerksamkeit. In den Siebzigern schrieb Leonor Fini unter anderem drei Romane und setzte ihre Bekanntschaft mit Giorgio de Chirico und Alberto Moravia fort.
1994 bereitete sie mit dem Editeur Joe F. Bodenstein in Paris eine Ausstellung ihrer Graphiken und Zeichnungen für das Museum Arno Breker auf Schloss Nörvenich vor, um an die Ausstellungserfolge früherer Jahre in Deutschland anzuknüpfen. Vorher hatte sie über Jahre hinweg Ausstellungen in Hamburg, Düsseldorf, Berlin, München, Köln und Bonn (Galerie Hermann Wünsche) gemacht. Zur graphischen Retrospektive in Anwesenheit der Malerin kam es bedingt durch den Tod der Künstlerin allerdings nicht mehr.
1977 wurde sie als assoziiertes Mitglied in die Académie royale des Sciences, des Lettres et des Beaux-Arts de Belgique aufgenommen.
Leonor Fini war die Cousine des Jazzmusikers und Malers Oscar De Mejo, Ehemann von Alida Valli.

## Rezeption
Viele ihrer Gemälde handeln von erotischen Phantasien und dem Tod. Finis Schaffen fand bereits zu Lebzeiten hohe internationale Beachtung. Nach ihrem Ableben wurde sie durch eine Ausstellung in der „Galerie de Minsky“ in Paris geehrt.

## Ausstellungen
- 1995: Aquarelle, Zeichnungen, Graphik von Leonor Fini, MARCO Edition, Bonn (Fini-Archiv, EKS)
- 1996: Leonor Fini – Sphinx und Malerin, Museum Arno Breker, Deutschland.
- 1997: Leonor Fini und Wein, Pfalz-Galerie, Landau. Farbkatalog.
- 2014: Leonor Fini. Pourquoi pas?, Bildmuseet Umeå, Schweden.
- 2019: Leonor Fini: Theatre of Desire, Museum of Sex, New York.